# توبي هيل
توبي هيل (بالإنجليزية: Toby Hill)‏ هو نقابي نيوزيلندي، ولد في 5 نوفمبر 1915، وتوفي في 22 يناير 1977.